# Újeď
Újeď je specializovaný termín z oblasti myslivosti. Jedná se o  návnadu, na kterou myslivci lákají zvířata a pak z posedu, který se obvykle vyskytuje v bezprostřední blízkosti, zvířata pozorují a střílejí.

## Typy újedí
Rostlinná újeď obsahuje kukuřici, chleba, siláž, řepu aj. rostlinné zbytky. Je určená pro býložravce a všežravce. Používá se k lovu jelenů, srnců nebo divočáků, mohou ji však navštívit i medvědi.
Oproti tomu masitá újeď obsahuje obvykle zdechliny zvířat nebo jejich části. Může se jednat o zvířata hospodářská (ovce, krávy), lesní zvěř (srnčí, divočáci) nebo i zvířata poměrně exotická (např. pštros).

## Zákonná úprava
Z dikce § 40 odst. 1 zákona č. 166/99 Sb., o veterinární péči (veterinární zákon) jednoznačně vyplývá, že předkládání mrtvých zvířat či jakýchkoli jejich částí na újedě je nezákonné. Ustanovení říká: „Chovatelé a osoby zacházející s živočišnými produkty jsou povinni zajistit neškodné odstranění konfiskátů živočišného původu, které vzniknou v souvislosti s jejich činností.“
Neškodným odstraněním má zákon na mysli (viz § 40 zák. č. 166/99) zajištění odvozu do asanačního ústavu. Výjimečně lze kadáver do celkové hmotnosti 30 kg zakopat nejméně 80 cm pod zem při použití desinfekčních prostředků.